# Tours Perspective
La Tour Perspective I (48° 50′ 55″ N, 2° 17′ 00″ E) et la Tour Perspective II (48° 50′ 53″ N, 2° 16′ 49″ E) sont deux gratte-ciel résidentiels de luxe, situés dans le quartier du Front de Seine, dans le 15e arrondissement de Paris, en France.
Leurs façades élégantes, typiques des années 1970, sont couvertes de plaques d'aluminium anodisé naturel pour la Tour Perspective I et de plaques d'aluminium laquées pour la Tour Perspective II.
Ces immeubles sont organisés en deux blocs d'appartement reliés par une colonne d'escaliers réservés aux évacuations d'urgence. Contrairement à d'autres tours dont chaque étage suit à peu près le même plan interne, les tours Perspective reposent sur deux plans principaux qui alternent d'étage en étage. À un étage sur deux, les deux moitiés de l'immeuble communiquent par l'intermédiaire des escaliers de sécurité.
Dans l'autre cas, des appartements situés plus près du cœur interdisent le passage d'un bloc à l'autre. Les accès aux escaliers d'évacuation ont alors lieu par l'étage inférieur (ainsi de nombreux appartements comportent un petit escalier qui donne sur les parties communes de l'étage inférieur et sont ainsi indirectement reliés aux escaliers centraux).
Les tours disposent de deux étages abritant des appartements desservis par des ascenseurs privatifs au 31ème et au 32ème étages. Le niveau 3 abrite les appartements de fonction des concierges et des superviseurs. Le niveau 5 est réservé à des équipements techniques, les niveaux -1 et 4 abritent exclusivement des caves individuelles.
L'entrée et l'accueil étaient initialement prévus uniquement au niveau 2 (niveau de la dalle qui relie les immeubles du Front de Seine) constitué des grands espaces du hall d'accueil, très haut de plafond. 
Le niveau 0 ou Rez-de-chaussée de la Tour Perspective I débouche sur la rue Robert de Flers (complètement couverte par la dalle). Initialement prévu exclusivement pour des usages techniques, l'accès à ce niveau a été facilité depuis l'aménagement en 1985 de deux petites entrées qui donnent sur les ascenseurs.
Le Rez-de-chaussée de la Tour Perspective II donne quant à lui sur la coulée verte au niveau du Quai André Citröen.

## Rénovation énergétique
En 2022, la Tour Perspective II entame un chantier d'isolation thermique par l’extérieur (ITE) permettant un gain énergétique de 32%. C'est la première tour du quartier du Front de Seine a réaliser ce type de travaux, achevés en 2023.

## Incendies
Un incendie a eu lieu dans la tour Perspective 2 en 2012, au 20e étage porte 6, détruisant un appartement, sans faire de blessés.[réf. nécessaire]
Un autre incendie s’est déclaré dans la tour Perspective 1 en Novembre 2015, au 9e étage porte 5. Il n’a pas non plus fait de victimes.[réf. nécessaire]

## Au cinéma
La Tour Perspective II en construction figure au début du film de Claude Lelouch "Le Chat et la Souris" (1975).
Le clip de la chanson Rectangle (1979) de Jacno a été tourné par Olivier Assayas dans l'une des tours.
Le film de Roschdy Zem "Les Miens" (2022) a été en partie tourné dans un appartement de la Tour Perspective II.

## Voir aussi

La tour Perspective 1, vue depuis le quai Louis-Blériot.
La tour Perspective 1.